# Вашингтон (округ, Орегон)
Округ Вашингтон (англ. Washington County) — округ в американском штате Орегон. По состоянию на 2010 год, численность населения составляла 529 710 человек. Получил своё название по имени первого президента США Джорджа Вашингтона.

## География
По данным Бюро переписи США, общая площадь округа равняется 1880 км², из которых 1875 км² суша, а 8 км² или 0,36 % — это водоёмы.

### Города
| - Портленд (частично в округах Малтнома и Клакамас) - Бивертон - Банкс - Корнелиус - Дарем | - Форест-Гров - Гастон - Хилсборо - Кинг-Сити - Лейк-Осуиго | - Порт-Плейнс - Ривергров - Шервуд - Тайгард - Туалатин - Уилсонвилл |

### Соседние округа
- Клакамас (Орегон) — юго-восток
- Клатсоп (Орегон) — северо-запад
- Колумбия (Орегон) — север
- Малтнома (Орегон) — восток
- Тилламук (Орегон) — запад
- Ямхилл (Орегон) — юг

## Демография
По данным переписи населения 2000 года, в округе проживает 445 342 жителя в составе 169 162 домашних хозяйств и 114 015 семей. Плотность населения составляет 238 человек на км². На территории округа насчитывается 178 913 жилых строений, при плотности застройки 95 строений на км². Расовый состав населения: белые — 82,19 %, афроамериканцы — 1,15 %, коренные американцы (индейцы) — 0,65 %, азиаты — 6,68 %, гавайцы — 0,30 %, представители других рас — 5,86 %, представители двух или более рас — 3,17 %. Испаноязычные составляли 11,17 % населения независимо от расы.
В составе 35,60 % из общего числа домашних хозяйств проживают дети в возрасте до 18 лет, 54,50 % домашних хозяйств представляют собой проживающие вместе супружеские пары, 9,00 % домашних хозяйств представляют собой одиноких женщин без супруга, 32,60 % домашних хозяйств не имеют отношения к семьям, 24,70 % домашних хозяйств состоят из одного человека, 6,70 % домашних хозяйств состоят из престарелых (65 лет и старше), проживающих в одиночестве. Средний размер домашнего хозяйства составляет 2,61 человека, и средний размер семьи 3,14 человека.
Возрастной состав округа: 26,90 % моложе 18 лет, 9,30 % от 18 до 24, 34,10 % от 25 до 44, 20,90 % от 45 до 64 и 8,80 % от 65 и старше. Средний возраст жителя округа 33 года. На каждые 100 женщин приходится 99,10 мужчин. На каждые 100 женщин старше 18 лет приходится 97,00 мужчин.
Средний доход на домохозяйство в округе составлял 52 122 USD, на семью — 61 499 USD. Среднестатистический заработок мужчины был 43 304 USD против 31 074 USD для женщины. Доход на душу населения был 24 969 USD. Около 4,90 % семей и 7,40 % общего населения находились ниже черты бедности, в том числе — 8,30 % молодежи (тех, кому ещё не исполнилось 18 лет) и 5,30 % тех, кому было уже больше 65 лет.